# Керн, Ольга Владимировна
О́льга Влади́мировна Керн — российская пианистка, проживает в США.
Ольга стала первой женщиной за последние 30 лет, которая получила первую премию и золотую медаль на Международном конкурсе имени Вана Клиберна в г. Форт-Уорт, Техас, США (11-й конкурс, июнь 2001).

## Начало творческого пути
Ольга Керн родилась в семье музыкантов, её дедушка был международно известным профессором по классу гобоя, а прабабушка и прапрабабушка (пианистки) были дружны и сотрудничали с великими русскими композиторами С. В. Рахманиновым и П. И. Чайковским; родители Ольги — пианисты. Она начала заниматься на рояле с пяти лет с заслуженным учителем Российской Федерации Евгением Михайловичем Тимакиным в Центральной музыкальной школе при Московской государственной консерватории и сыграла свой первый концерт в 7 лет в г. Москве.
В 11 лет Ольга победила на юношеском международном конкурсе Концертино Прага в Праге, Чехии. В 17 лет завоевала первую премию и Gran Prix на 1-м Международном конкурсе имени Рахманинова в Москве. Ещё будучи ученицей школы, получала стипендию Президента России Бориса Ельцина.

## Начало карьеры
Ольга Керн продолжила своё обучение в Московской государственной консерватории имени П. И. Чайковского в классе профессора Сергея Леонидовича Доренского, там же окончила аспирантуру. В это же время училась в Италии, в г. Имола, в Академии пианистов «Incontri col Maestro», у профессора Бориса Всеволодовича Петрушанского.
В 1988—1994 гг. была стипендиатом благотворительного фонда «Новые Имена». От фонда выступала с многочисленными концертами по всему миру, включая концерты в Исландии для президента Исландии Вигдис Финнбогадоттир, а также в ООН в Нью-Йорке. В 1991 году Ольга выступала для Михаила Горбачёва и японского премьер-министра Тосики Каифу на фестивале «Волна 2000» в Токио.

## Международный конкурс имени В. Клиберна
Лауреат и победитель многочисленных конкурсов в Европе и Азии, Ольга Керн стала первой женщиной за последние 30 лет, которая получила 1-ю премию и золотую медаль на 11-м Международном конкурсе пианистов им. Вана Клиберна в Форт-Уорте, Техас, США, в июне 2001 года.
После этого, в декабре 2001 года, Ольга была приглашена выступать в Вашингтоне, в Kennedy Center, в честь Ван Клиберна, и в Белом Доме для Джорджа Буша.
Ольга снялась в трёх документальных фильмах о конкурсе В. Клиберна — «Playing on the Edge» (2001), «They came to play» (2008), и «The Cliburn: 50 years of Gold». Также был снят документальный фильм об Ольге сразу после конкурса В. Клиберна, с названием «Olga’s Journey»(2003).

## Выборочные выступления и концерты
Ольга Керн выступала с концертами по всему миру в таких залах как — Карнеги-Холл, Линкольн-центр, Эвери-Фишер-холл, Hollywood Bowl, Большой зал Московской консерватории и Большой зал Санкт-Петербургской филармонии, Альберт-холле в Лондоне, Симфони Холл в Осаке, Festspielhaus в Зальцбурге, в оперном театре Ла Скала в Милане, в Тонхалле в Цюрихе, в Театре Шатле в Париже, в мюнхенском Gaisteig, в Тонхалле в Дюссельдорфе, в Laeiszhalle в Гамбурге, в Миланской консерватории имени Джузеппе Верди, в Teatro Comunale в Болонье, в зале Рудольфинум в Праге, в зале Кадоган в Лондоне, в Эдинбурге в Usher Hall, в Глазго в Royal Concert Hall, в Лиссабоне в Grande Auditorio Culturgest и в Мадриде в National Auditorium of Music.

## Оркестровые и сольные выступления

### Америка
Ольга Керн выступала почти во всех штатах США, включая концерты с Chicago Symphony Orchestra, Los Angeles Philharmonic, Houston Symphony, Saint Louis Symphony Orchestra, Baltimore Symphony Orchestra, New Jersey Symphony Orchestra, Nashville Symphony, и Dallas Symphony Orchestra. В Канаде выступала с National Arts Centre Orchestra в Оттаве и Vancouver Symphony Orchestra. Её сольные выступления также проходили по всей Северной Америке, в Канаде и в Мексике. В Южной Америке Ольга выступала в Перу, в Колумбии, в Бразилии и Чили.

### Россия
На своей родине Ольга выступала со многими лучшими оркестрами России, среди них оркестр Мариинского театра, оркестр Большого театра, Санкт-Петербургский академический симфонический оркестр, Национальный филармонический оркестр России, Большой симфонический оркестр, Российский национальный оркестр, Московский филармонический оркестр, а также камерный оркестр «Московские виртуозы» и Государственный камерный оркестр. С сольными концертами объездила всю Россию и бывший Советский Союз.
Ольга Керн является членом-корреспондентом Российской академии искусств.

### Европа
Ольга выступала во многих странах Европы — как с оркестрами, включая такие коллективы мировой известности как The Proms в Лондоне, La Scala филармонический оркестр, Чешский филармонический оркестр, Royal Scottish National Orchestra, London Symphony Orchestra, Warsaw Philharmonic Orchestra, Stuttgart Staatsorchester, Essen Philarmonic Orchestra, и камерный оркестр Грузии, так и с сольными выступлениями (Белград, Загреб, Скопье, Париж, Варшава, Рейкьявик, Копенгаген, Больцано, Хельсингборг и др.).

### Африка и Восток
Ольга давала концерты во многих странах африканского континента, включая выступления с Cape Philharmonic Orchestra, KwaZulu-Natal Philharmonic Orchestra в г. Дурбан, Южная Африка, Philharmonic orchestra of Morocco и Johannesburg philharmonic orchestra. В Азии она выступала с такими коллективами как Seoul Philharmonic orchestra, China National Symphony orchestra и Taipei Symphony orchestra. Ольга также выступала с сольными концертами в Египте, Арабских Эмиратах, Израиле.
Ольга Керн являлась артистическим директором летнего фестиваля в г. Кейптаун, ЮАР (2006—2011 гг.).

## Фестивали
Участвовала с концертами во многих международных фестивалях в Германии, Франции, Италии, Швеции, Мексике, Турции, Швейцарии, Дании, Румынии, Польше и Южной Африке. Среди наиболее значимых — Ravinia Festival, Festival Casals в Пуэрто Рико, Фестиваль «Белые ночи» в Санкт-Петербурге, Фестиваль в Аспене, Колорадо, США, Bravo Vail Valley a music Festival, летний фестиваль в г. Охрид, Македония, и Фестиваль Sangat Chamber music festival в г. Бомбей, Индия.

## Совместные творческие выступления
Ольга Керн сотрудничала с такими всемирно известными дирижёрами как Валерий Гергиев, Леонард Слаткин, Владимир Спиваков, Манфред Хонек, Кристоф Эшенбах, Джеймс Конлон, Василий Петренко, Антоний Вит, Пинкас Цукерман, Джеймс ДеПрист, Марин Алсоп, Михаель Плассон, Ганс Граф, Александр Лазарев, Василий Синайский, Питер Унджян, Кристиан Мандеаль, Зденек Мацал, Яап ван Зведен, Джанкарло Герреро и Константин Орбелян.
В 2012 г. Ольга выступала с программой камерной музыки в рамках турне по Северной Америке с известнейшим скрипачом Владимиром Спиваковым. На следующий, 2013 год, в честь празднования 140-летия со дня рождения С. В. Рахманинова, Ольга гастролировала с программой из всех 4-х концертов плюс Рапсодия на тему Паганини С. В. Рахманинова, с маэстро Леонардом Слаткиным и Национальным оркестром г. Лиона (Франция). Такую же программу она сыграла с оркестрами Кейптауна, Йоханнесбурга, Дурбана, Колорадо, Аризоны и Варшавы.
Также Ольга сотрудничала с известными оперными певицами — сопрано Кетлин Бэттл и Рене Флеминг — и с известным квартетом Такаш и виолончелистом Дэвидом Финкелем.
В 2012 г. была приглашена выдающимся режиссёром Стивеном Спилбергом выступать с концертом для его фонда Shoah Foundation в Голливуде, в Лос-Анджелесе.
В 2014 г. Ольга Керн открыла с большим успехом своими сольными концертами новый зал для Van Cliburn Foundation в Форт-Уорте, Техас.
В 2014 г. стала эксклюзивной артисткой Steinway and Sons.

## Фонд
В 2012 г. Ольга Керн, вместе со своим братом, дирижёром, композитором, доцентом Владимиром Керном, создала благотворительный фонд «Стремление». Задача и идея фонда — предоставить финансовую и артистическую помощь молодым музыкантам во всем мире.

## Частная жизнь
Живёт в Нью-Йорке, в свободное время любит рисовать акварелью.
- Была замужем за пианистом Дмитрием Тетериным (1971—2015), с которым познакомилась на конкурсе Клиберна в 1997 году.  
  - Сын — Владислав Керн, родился в августе 1998 года. Занимается на фортепиано в Джульярдской школе.

## Премии, призы
- 1986. Международный конкурс «Концертино Прага» (Прага, Чехия).
- 1993. Первый Международный конкурс им. Рахманинова (Москва, Россия).
- 1996. Международный конкурс им. Виотти (Верчелли, Италия).
- 1996. Международный конкурс «Unisa» в г. Претория (ЮАР).
- 1999. Международный конкурс им. Этторе Поццоли (Сереньо, Италия).
- 1999. Международный конкурс в г. Пекине(Китай).
- 1999. Международный конкурс им. Дино Чиани (Милан, Италия).
- 2000. Международный конкурс в г. Пинероло (Италия).
- 2000. Международный конкурс в г. Канту (Италия).
- 2000. Международный конкурс в г. Хамамацу (Япония).
- 2001. Международный конкурс в Марокко (Касабланка, Марокко).
- 2001. Международный конкурс им. Вана Клиберна(Форт-Уорт, Техас, США).
- 2017. Почётная медаль острова Эллис (США)[10].

## Записи
- 2012 — Рахманинов: Соната для виолончели и ф-но(с Сол Габетта виолончель). SONY Classical
- 2011 — Ренее Флеминг и Дмитрий Хворостовский " Музыкальная одиссея в С.Петербурге. Decca DVD
- 2010 — Шопен: Сонаты #2 и 3. Harmonia Mundi
- 2010 — «Они пришли играть». Документальный фильм DVD
- 2007 — Брамс: Вариации опус 21,24,35. Harmonia Mundi
- 2006 — Рахманинов: Транскрипции,Вариации на тему Корелли. Harmonia Mundi
- 2006 — Шопен: Концерт #1. для ф-но. Harmonia Mundi
- 2005 — Рахманинов: Соната #2, Балакирев: «Исламей». Harmonia Mundi
- 2003 — Чайковский: Концерт #1 для ф-но. Harmonia Mundi
- 2001 — Золотая медаль: Международный конкурс пианистов им. Вана Клиберна Harmonia Mundi
- 2001 — «Конкурс Клиберна — Игра на краю». Докум. фильм Питера Розена. Peter Rosen Production. DVD